# Pays des Vals de Saintonge
Une proposition de fusion est en cours entre Pays des Vals de Saintonge et Vals de Saintonge Communauté.
 (février 2014).
 (août 2016).
Le Pays des Vals de Saintonge est une ancienne structure de regroupement de collectivités locales françaises, située dans le département de la Charente-Maritime, dans la région Nouvelle-Aquitaine.

## Histoire et description
Créé en 1975 pour répondre au besoin d'équipements structurants et coordonner des actions touristiques, le Syndicat d’Équipement du Nord Saintonge a évolué comme l'aménagement du territoire.
Devenu syndicat mixte du pays des Vals de Saintonge, il soutenait les projets d'équipements en améliorant les services de proximité et l'habitat, en favorisant le développement et l'accueil d'entreprises et en accompagnant le développement touristique, culturel et patrimonial.
31 décembre 2013 : dissolution du Pays des Vals de Saintonge, création de la Communauté de communes des Vals de Saintonge.

## Communes membres
Il regroupait jusqu'en 2014 sept communautés de communes représentant 116 communes et près de 22 % du territoire de la Charente-Maritime par sa superficie :
- la communauté de communes du canton de Loulay ;
- la communauté de communes du Val de Trézence, de la Boutonne à la Devise ;
- la communauté de communes du canton de Saint-Jean-d'Angély ;
- la communauté de communes du canton d'Aulnay-de-Saintonge ;
- la communauté de communes du Pays Savinois ;
- la communauté de communes du canton de Saint-Hilaire-de-Villefranche ;
- la communauté de communes du Pays de Matha.

## Pour approfondir